# Dener Pamplona
Dener Pamplona de Abreu (Soure, 3 de agosto de 1937 — São Paulo, 9 de novembro de 1978) foi um estilista brasileiro, um dos pioneiros da moda no Brasil.

## Biografia

### Origem
Nascido no arquipélago do Marajó, Pará, em 1945 sua família mudou-se para o Rio de Janeiro.

### Carreira
Nasceu em Soure, na Ilha do Marajó, Pará.
Ainda jovem, se mudou para o Rio de Janeiro, onde começa a desenhar seus primeiros vestidos. Seu primeiro contato com a moda teve lugar em 1948, com apenas treze anos de idade, na Casa Canadá, então importante butique carioca.
Dois anos depois, em 1950, após fazer o vestido de debutante de Danuza Leão, foi contratado para um estágio com Ruth Silveira, dona de um importante ateliê, onde aprimorou seus desenhos. Em 1954, transferiu-se para São Paulo para trabalhar na butique Scarlett. Três anos depois, com a ajuda de Aracy de Almeida e alguns amigos, inaugurou seu próprio ateliê, denominado Dener Alta-Costura, na praça da República. No ano seguinte ganhou dois prêmios por sua coleção, sendo descoberto pelos meios de comunicação. Seu ateliê foi então transferido para a avenida Paulista.
Em 1963, já prestigiado, foi escolhido o estilista oficial da primeira-dama da República, Maria Teresa Fontela Goulart, esposa de João Goulart. Era também amigo da primeira-dama, que disse sobre ele: Dener foi muito importante nesta minha vida, a pública, porque a gente pode pensar que não é, mas postura é uma coisa importante.
Em 1968, fundou a "Dener Difusão Industrial de Moda", considerada a primeira grife de moda criada no Brasil. Em 1970 foi convidado a participar do júri de "Programa Flávio Cavalcanti". Dois anos depois lança sua autobiografia, Dener - o luxo, e o livro Curso Básico de Corte e Costura.
Ao longo dos anos 1970, Dener disputou com Clodovil Hernandes o título de papa da alta costura brasileira.

### Vida pessoal
Dener casou-se em 1965 com Maria Stella Splendore, uma de suas manequins (como se chamavam à época as modelos de passarela), de quem se separaria quatro anos mais tarde. Teve dois filhos do casamento, Frederico Augusto (morto em 1992) e Maria Leopoldina, que em 2007 morava com a mãe numa comunidade hare krishna no interior de São Paulo. Há especulações na mídia de que Maria Leopoldina seja filha, na verdade, do cantor Roberto Carlos, ex-amante de Maria Stella. Desse relacionamento teria surgido inspiração para a canção A Namoradinha de um Amigo Meu. Além disso, é dito que Dener tentou esclarecer suas suspeitas para Maria Leopoldina em seu leito de morte.
Em 1975 casou-se novamente, desta vez com uma cliente, Vera Helena Carvalho, separando-se em 1977.

### Morte
Seus problemas com o alcoolismo agravaram-se em 1978, morrendo em 9 de novembro do mesmo ano em decorrência de uma cirrose hepática.

## Representações na cultura popular
A vida de Dener é contada em dois livros biográficos, O Bordado da Fama - Uma Biografia de Dener (de Carlos Dória, editora Senac) e A Ópera de Dener (de Maria Doria, não editado). Apesar do nome de família em comum, os escritores não são parentes.
Dener também escreveu uma autobiografia, intitulada Dener - o luxo, editada pela editora Laudes, do Rio de Janeiro, em 1972. O livro foi relançado pela editora Cosac Naify em agosto de 2007.
Dener foi homenageado na peça "Maria Thereza e Dener", inspirada no livro “Uma Mulher Vestida de Silêncio”. A trajetória pouco conhecida da renomada primeira-dama Maria Thereza Goulart, esposa do ex-presidente João Goulart (1919 – 1976), e sua amizade com o célebre estilista Dener Pamplona de Abreu são recontadas em Maria Thereza e Dener. O espetáculo estreou no dia 16 de março no Teatro Eva Herz em São Paulo. Maria Thereza e Dener são vividos pelos atores Angela Dipp e Thiago Carreira.

## Atuações na TV e no teatro
Foi jurado do programa de televisão do apresentador Flávio Cavalcanti.
Participou, em 1972, como figurante, do drama da Paixão de Cristo de Nova Jerusalém, sob a direção de José Pimentel.